# Die weiße Sklavin (Gemälde)
Die weiße Sklavin (französischer Titel: L’Esclave blanche) ist ein 1888 entstandenes Gemälde von Jean Lecomte du Nouÿ.
Das Gemälde befindet sich im Musée des Beaux-Arts in Nantes.